# Browning wz. 1928
Il Ręczny karabin maszynowy Browning wz. 1928 (abbreviato Rkm wz. 28) era una versione polacca del fucile mitragliatore M1918 BAR, usata durante la guerra civile spagnola e la seconda guerra mondiale.
La wz. 1928 fu alla base dello sviluppo di una mitragliatrice per uso aeronautico, la Karabin maszynowy obserwatora wz. 37, installata soprattutto sui bombardieri polacchi PZL.37 Łoś.

## Storia
Dopo la proclamazione della Seconda Repubblica di Polonia nel 1918, l'Esercito polacco era equipaggiato con una vasta panoplia di armi, sia quelle ereditate dalle precedenti entità statali, sia quelle fornite da francesi ed inglesi alle truppe del Comitato Nazionale Polacco durante la Grande Guerra. La varietà di mitragliatrici leggere usate, in vari calibri, rendevano l'addestramento e la logistica notevolmente difficoltosi. 

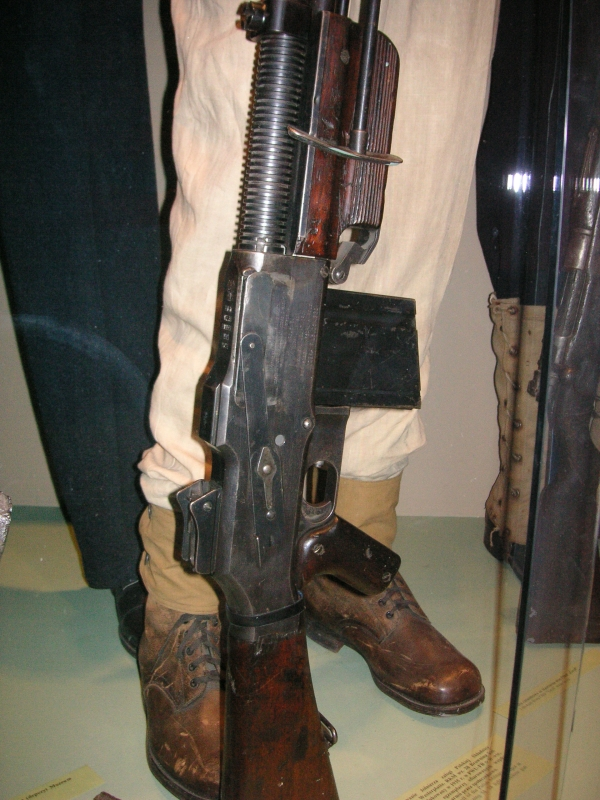
Meccanismo di sparo.

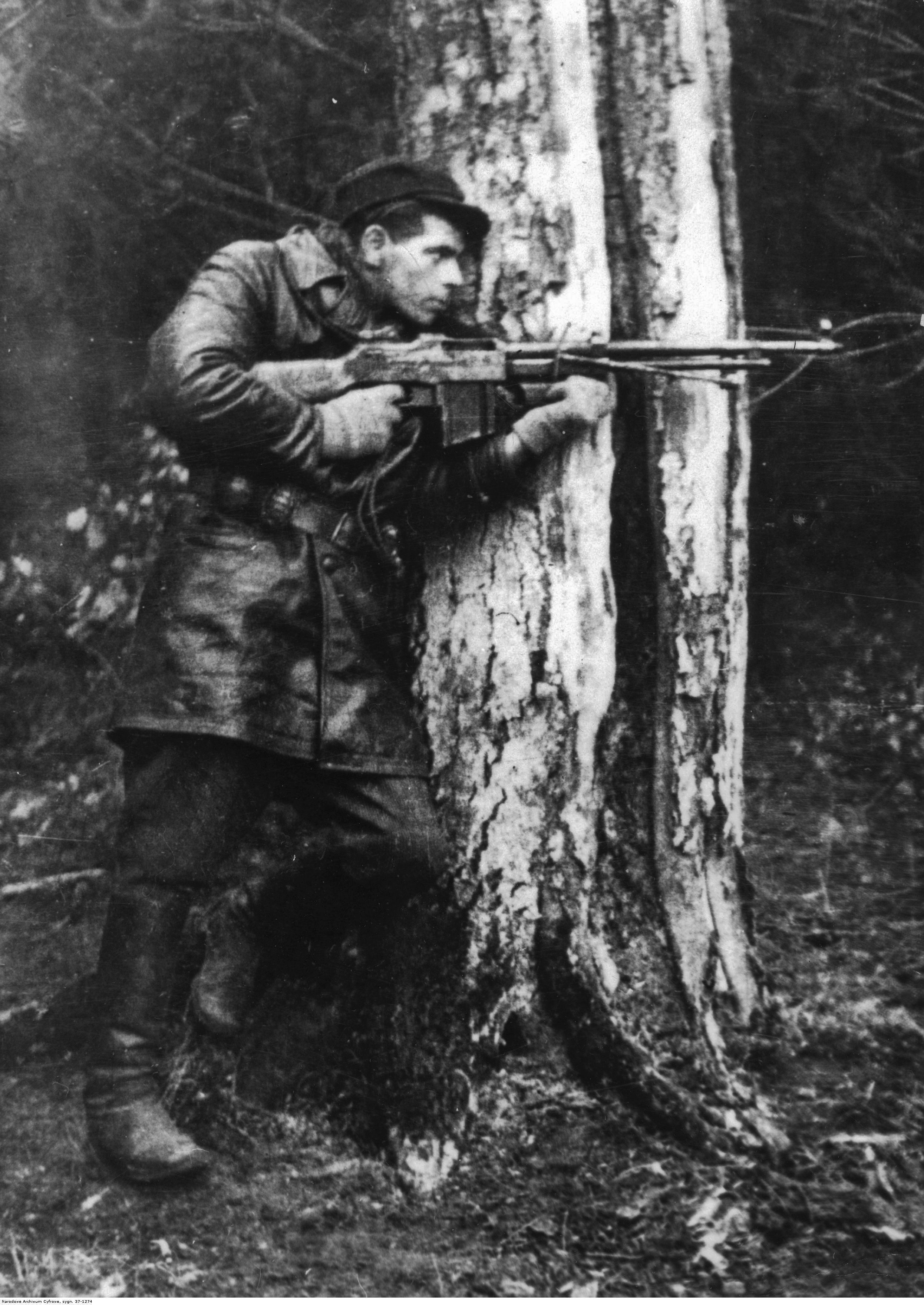
Membro della Resistenza polacca con wz. 1928.

Dopo la guerra sovietico-polacca, nel 1923 fu aperta una competizione per una nuova mitragliatrice leggera standard che andasse a rimpiazzare tutti i modelli precedenti. La gara finì senza che venisse selezionato un vincitore e l'anno successivo il Ministero della guerra acquistò dodici esemplari di M1918 Browning Automatic Rifle, di Lewis e di Hotchkiss M1909 Benét–Mercié. Le prove sancirono la superiorità del BAR americano e nel concorso bandito nel 1925 venne scelto il BAR prodotto in Belgio dalla FN Herstal.
Dopo lunghi test, l'esercito polacco ordinò una serie di FN BAR modificati in base alle proprie esigenze ed esperienze. Le modifiche includevano il cambio del calibro dall'originale .30-06 Springfield al 7,92 × 57 mm Mauser d'ordinanza polacco, la modifica del bipiede e delle mire metalliche. La canna era allungata per una maggior precisione nel tiro e venne aggiunta una impugnatura a pistola. Dopo un lotto di 10.000 armi ordinate direttamente alla FN, la Polonia acquistò la licenza per la produzione in loco. Le armi, ordinate nel 1927, ricevettero la denominazione ufficiale 7,92 mm ręczny karabin maszynowy Browning wz. 1928

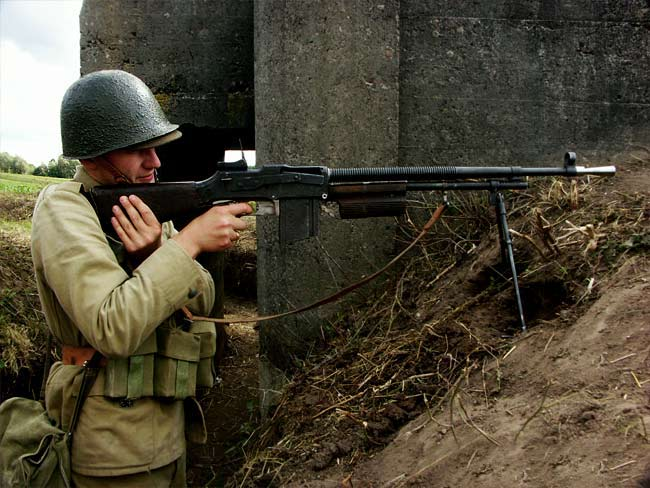
Un reenactor polacco in posa in uniforme storica con un wz. 1928.

A causa delle serie carenze nella documentazione della licenza fornita dal Belgio, la produzione in Polonia non iniziò fino al 1930. Fino al 1939 la fabbrica statale Państwowa Fabryka Karabinów produsse circa 14.000 esemplari. Altre modifiche furono aggiunte nel corso della produzione, quali la sostituzione delle mire metalliche originali con altre più piccole ed il rimodellamento del calcio. Modifiche più ampie, come la canna intercambiabile, vennero studiate ma non introdotte a causa dello scoppio della seconda guerra mondiale.
Durante la campagna di Polonia tedesco-sovietica del 1939, la Rkm wz. 28 era l'arma standard della quasi totalità dei reparti di fanteria e cavalleria. Le armi di preda bellica furono immesse in servizio dalla Wehrmacht con la denominazione 7,92 mm leichter Maschinengewehre 28(polnisch), abbreviato in lMG 28 (p).

## Utilizzatori
- Polonia
- Germania: preda bellica
- Unione Sovietica: preda bellica
- Spagna: aiuto di guerra
- Spagna: preda bellica